# 館林市立第十小学校
館林市立第十小学校（たてばやししりつ だいじゅうしょうがっこう）は、群馬県館林市にある公立小学校。

## 教育目標
- 自ら学ぶ子 思いやりのある子 たくましい子

## 沿革
以下は本校の沿革である。
- 1978年4月1日 - 開校。
- 1978年6月10日 - 帰国子女教育研究協力校に指定される。

## 学区
本校の学区は以下の区域である。
- 近藤町
- 成島町
- 大谷町
- 赤土町
- 富士原町の一部
- 苗木町

## 著名な卒業生
- こうちゃん（元QuizKnock）[3]